# AIM-132 ASRAAM
AIM-132 ASRAAM (['æsræm] чит. «Э́срэм», сокр. англ. Advanced Short Range Air to Air Missile) — британская управляемая ракета класса «воздух—воздух» ближнего боя, оснащённая инфракрасной головкой самонаведения на основе ПЗС-матрицы, формирующей инфракрасное изображение цели. Пришла на замену AIM-9 Sidewinder в Королевских ВВС Великобритании и Австралии.
Разрабатывалась с 1980 года Великобританией, Германией, Норвегией и Канадой. Головка самонаведения создана компанией Hughes, (вошедшей затем в состав Raytheon) а также компанией MBDA Missiles Systems. ИК-обтекатель сделан из сапфира. ИК-датчик имеет разрешающую способность 128х128, охлаждается до температуры 80 К ASRAAM имеет осколочно-фугасную боевую часть с лазерным взрывателем. Ракетами могут оснащаться любые самолёты адаптированные для «Sidewinder» и AMRAAM, в том числе Еврофайтер «Тайфун», «Харриер» и «Торнадо» F.3 OEU.

## История
ASRAAM ведёт своё происхождение от проекта ракеты «Taildog» компании Hawker Siddeley Dynamics. Ракета «Taildog» относится к исследовательским работам, обозначаемым QC.434, начатым в середине 1970-х годов. «Taildog» задумывалась как ракета воздушного боя, длиной 3,04 метра, диаметром 0,15 метров, управляемая не аэродинамическими поверхностями, а с помощью изменения вектора тяги маршевого РДТТ. Предполагалось, что «Taildog», позднее переименованная в SRAAM, будет эксплуатироваться в ТПК. Манёвренность Taildog/SRAAM (англ. Hawker Siddeley SRAAM), была такова, что во время испытаний, одна из ракет, после пуска практически столкнулась с самолётом-носителем.
ASRAAM, была принята в эксплуатацию Королевских ВВС Великобритании в 2002 году после более чем 25 лет разработки, потеряв за это время управление вектором тяги и ТПК (в серийном варианте запускается с балочных держателей на подкрыльевых пилонах).

## Тактико-технические характеристики
- Длина: 2900 мм
- Диаметр: 166 мм
- Размах крыла: 450 мм
- Масса: 88 кг
- Двигатель: двухрежимный РДТТ Remus
- Дальность пуска:
  - Максимальная в передней полусфере: 25 км
  - Минимальная в задней полусфере: 0,3 км
- Максимальная скорость полёта: 3,5 М (3)
- Боевая часть: осколочно-фугасная
  - Масса БЧ: 10 кг
- Взрыватель: лазерный дистанционный + ударный
- Охлаждение ГСН: замкнутое

## На вооружении
ВеликобританияКоролевские ВВС Великобритании: на вооружении, по состоянию на 2010 год
 ОАЭВВС ОАЭ
 АвстралияКоролевские ВВС Австралии: эксплуатируются с 2004 года на истребителях-бомбардировщиках F/A-18A/B Hornet и F/A-18F Super Hornet. Заменили ракеты AIM-120 AMRAAM. На вооружении, по состоянию на 2010 год.
 ИндияВВС Индии: планируется модернизировать 52 истребителя «Мираж» 2000 и 100 истребителей «Ягуар» для оснащения ASRAAM, начиная с 2007.
 УкраинаИспользуется с наземной установки Supacat по оптическому каналу.

## Боевое применение
ASRAAM эксплуатировалась Королевскими ВВС Великобритании во время войны в Ираке в 2003 году, о случаях реального боевого применения сведения отсутствуют.